# Silao de la Victoria
Silao de la Victoria (Otomí: Tsinäkua, Purépecha: Tsinakua) is een stad in de Mexicaanse deelstaat Guanajuato. De plaats heeft 66.483 inwoners (census 2005) en is de hoofdplaats van de gemeente Silao.
Silao werd in de precolumbiaanse periode gesticht door de Otomí en later onderworpen door de Purépecha, die de plaats Tsinakua, plaats van de dichte mist, noemden, vanwege de nabijgelegen heetwaterbronnen. De plaats is gelegen op de Bajío, de hoogvlakte die bekendstaat als het bastion van het Mexicaanse katholicisme. Op een nabijgelegen heuveltop is in 1945 een gigantisch standbeeld van Jezus Christus gebouwd.